# Pontia edusa
Pontia edusa (Fabricius, 1777), è un lepidottero diurno appartenente alla famiglia Pieridae.

### Adulto

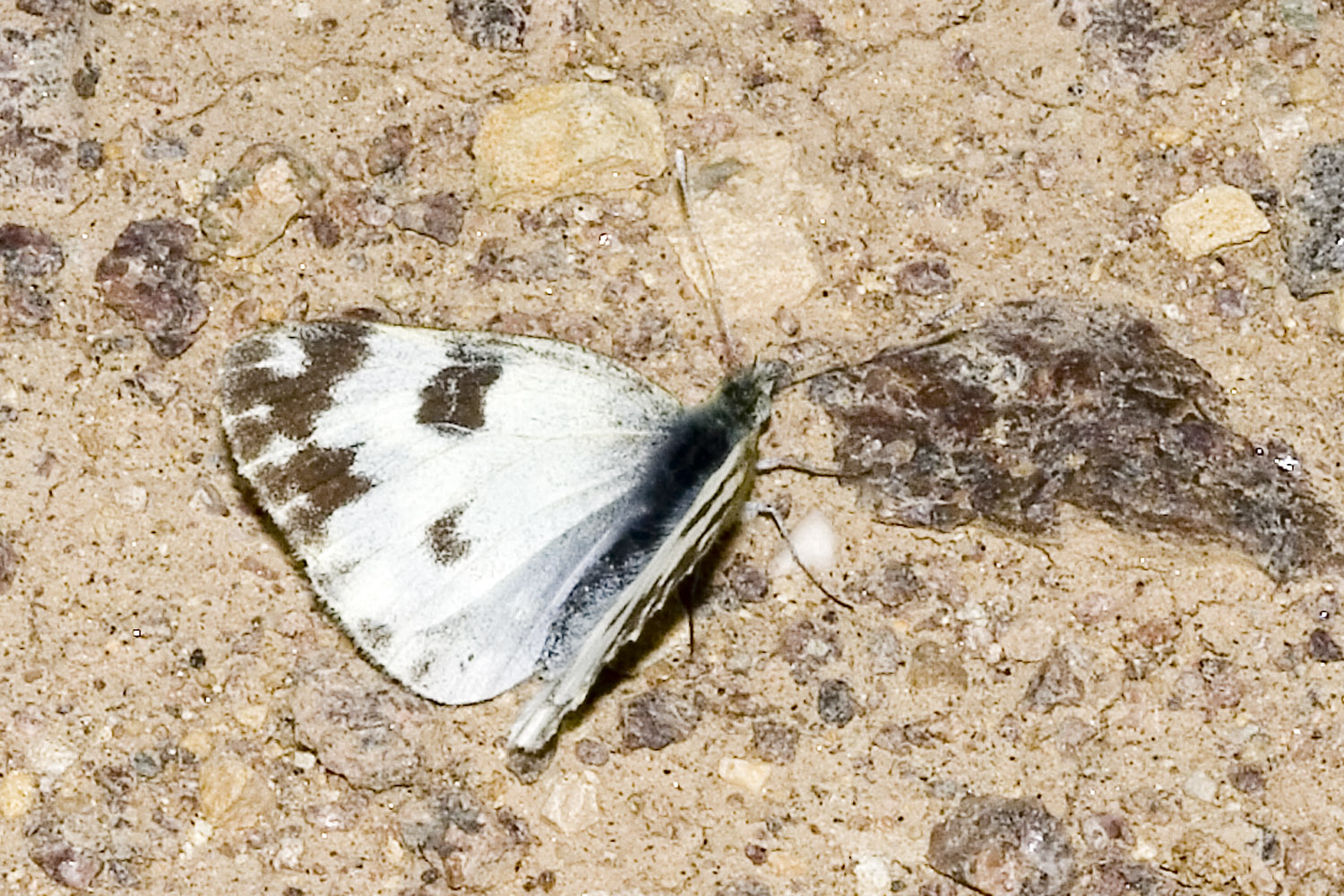
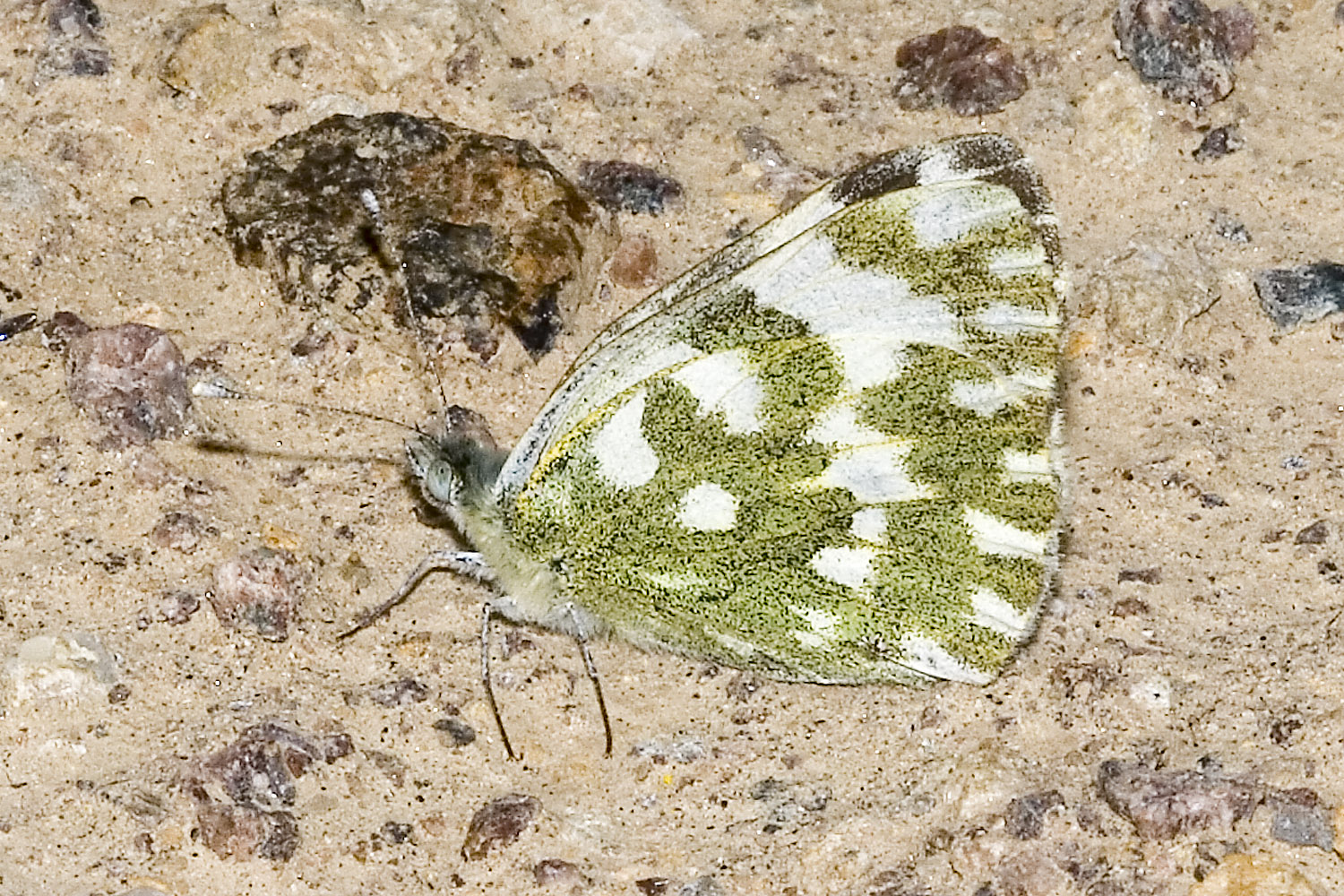

### Larva

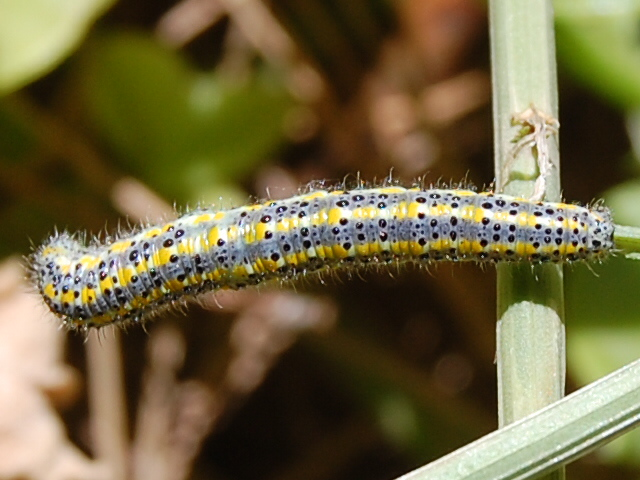